# Copa Catalunya (automobilisme)
|  | Aquest article tracta sobre l'antiga Copa Catalunya d'Automobilisme. Si cerqueu l'actual Copa Catalunya de futbol, vegeu «Copa Catalunya de futbol masculina». |

La Copa Catalunya fou una cursa internacional de voiturettes organitzada entre el 1908 i el 1910 pel Reial Automòbil Club de Catalunya. Fou la primera competició d'automobilisme en circuit mai disputada a Catalunya i a l'estat espanyol.

## Història

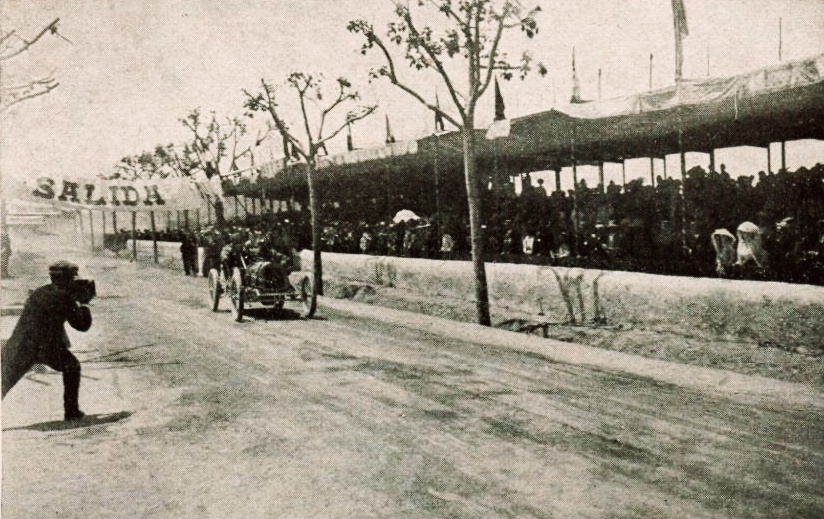
Giosuè Giuppone durant la primera edició (1908)

La iniciativa d'aquest esdeveniment fou de dos grans afeccionats a l'automobilisme: Enric Ràfols i Francesc Casadellà, els quals a començaments del 1908 oferiren un trofeu d'argent per al guanyador d'una cursa que s'hauria d'anomenar Copa Catalunya. L'organització de la prova la deixaren a mans de qui s'hi volgués implicar, i els qui recolliren l'envit foren un grup de prohoms membres del RACC, encapçalats per Paco Abadal. En poc temps, els organitzadors enllestiren les gestions necessàries i la cursa es disputà finalment el 28 de maig.
A la primera edició s'hi van inscriure 19 equips, els quals havien de fer nou voltes a un circuit de 27,8 quilòmetres anomenat "Circuit del Baix Penedès", el qual discorria per camins de l'actual comarca del Garraf -creada el 1936 com a escissió de l'històric Penedès- compresos dins el recorregut Sitges-Sant Pere de Ribes-Canyelles-Vilanova i la Geltrú-Sitges. Van acabar la cursa 10 dels 19 equips participants. La segona edició es va celebrar a la mateixa zona, en un circuit gairebé igual, però amb més distància total en augmentar-se el nombre de voltes fins a 13. Acabaren la cursa 4 dels 13 equips inscrits.
De cara a la tercera i última edició, es canvià l'emplaçament pel "Circuit de Llevant", delimitat pel triangle que formen les poblacions maresmenques de Mataró, Vilassar de Mar i Argentona. Acabaren la cursa 4 dels 9 equips inscrits.
L'edició de 1910 seria la darrera pel fet que la de Jules Goux suposava la seva segona victòria consecutiva i, en atenció al reglament de la carrera (segurament inspirat en el del trofeu Gordon-Bennett), això constituïa l'adjudicació del trofeu de forma definitiva. És a dir, no hi havia la possibilitat de fer-ne una quarta edició.

## Palmarès
Font:
| Edició | Any  | Data       | Circuit      | Distància (km) | Guanyador       | Voiturette   | Temps      | Mitjana (km/h) |
| ------ | ---- | ---------- | ------------ | -------------- | --------------- | ------------ | ---------- | -------------- |
| I      | 1908 | 28 de maig | Baix Penedès | 250,965        | Giosuè Giuppone | Lion Peugeot | 4h23'30"   | 57,145         |
| II     | 1909 | 20 de maig | Baix Penedès | 362,505        | Jules Goux      | Lion Peugeot | 6h18'06.6" | 57,762         |
| III    | 1910 | 29 de maig | Llevant      | 328,636        | Jules Goux      | Lion Peugeot | 4h12'26.6" | 78,103         |

Notes
1. ↑  27,888 km x 9 voltes
2. ↑  27,885 km x 13 voltes
3. ↑  14,938 km x 22 voltes